# Romanowo Górne
Romanowo Górne – wieś w Polsce położona w województwie wielkopolskim, w powiecie czarnkowsko-trzcianeckim, w gminie Czarnków.
W latach 1975–1998 miejscowość administracyjnie należała do województwa pilskiego.